# Leo V van Armenië
Leo/Leon V (Armeens: Լեիոն Դ, Levon IV/V) (1309 – 28 augustus 1341) was vanaf 1320 tot zijn dood de laatste Hethumide koning van Armeens Cilicie. Hij was een zoon van Oshin van Armenië en Isabel van Korikos. Was als Leo V prins van Armenië en als Leo IV koning van Armenië.